# Gabriel Schultz
Gabriel Eduardo Schultz (Buenos Aires, 21 de julio de 1966) es un periodista, presentador de radio y televisión argentino.

## Biografía
Gabriel Schultz  nació en 1966 en el barrio porteño de La Paternal. Su primer trabajo en el medio surgió en 1989, mientras cursaba la carrera de periodismo en TEA, cuando comenzó atendiendo teléfonos en un programa conducido por Carlos Abrevaya en Radio Municipal (hoy Radio de la Ciudad). Más tarde lo convocaron de Radio La Red donde tuvo la posibilidad de trabajar con Fernando Niembro y Juan Alberto Badía. 
Su primer contacto con el micrófono fue junto a Marcelo Araujo. Schultz interpretaba al aire a cinco personajes humorísticos, de los cuales el más destacado era «René Glijzdermi Jr.», un hombre homosexual amigo de las esposas de los jugadores de fútbol. 
En 1995, Matías Martin lo convocó para su programa La novia del átomo, que salía por la radio Rock and Pop, y luego en El robo del siglo. Desde ese momento trabajaron juntos en Arde Troya por América TV y Basta de todo junto a Cabito Massa Alcántara por radio Metro. En febrero de 2012 pasó a ser parte de Perros de la Calle, programa conducido por Andy Kusnetzoff hasta diciembre de 2020
Su primera experiencia en la TV fue en la producción de Parece que fue ayer, programa que conducía Pinky por Canal 9. Luego de su paso por Arde Troya, ¿Qué sabe usted de televisión? e Indomables, finalmente le llegó el éxito en televisión de la mano de TVR (Televisión registrada), programa que condujo junto a José María Listorti en América TV, a Sebastián Wainraich en El Trece y después en Canal 9, y desde 2011 hasta 2015 con Pablo Rago, también en Canal 9. 
En 2005 tuvo una participación en un episodio del unitario Conflictos en red emitido por Telefe, interpretando a un barman. También tuvo su lugar contando chistes en café Fashion.
Su personaje de «El hombre cualquiera» en la Metro lo llevó a escribir dos libros: Las máximas de un Hombre Cualquiera, y Las máximas de un Hombre Cualquiera: el regreso. A partir del año 2009, participó en el programa de radio de Alejandro Dolina, La venganza será terrible junto a Patricio Barton.
En el 2010, después de una nota radial con un reconocido veterinario, le surgió la idea de hacer algo por las mascotas, ya que es un gran fanático de ellos. Es por eso, que decidió empezar la carrera de Psicólogo de Perros, en la UBA.
Además, en 2011 tuvo una participación en el ciclo Recordando el show de Alejandro Molina emitido por canal Encuentro.
En 2012 incursionó por primera vez como actor en cine, con la película La suerte en tus manos dirigida por Daniel Burman. En 2013 realizó un cameo en la película Back to the Siam dirigida por Gonzalo Roldán. En 2015 actuó en la película Kryptonita, dirigida por Nicanor Loreti.
Después de tres años de carrera, en 2013 consiguió su primer trabajo como Psicólogo de Perros. Desde ese momento, y hasta la actualidad, se hizo reconocido por su nueva profesión. Desde Nicole Neumann hasta Susana Giménez, confiaron en él para solucionar los problemas de sus mascotas. Está pensando en hacer de esta profesión, un nuevo programa de televisión.
En 2020 participó del programa Divina Comida emitido por Telefe.
En 2021 participó en el programa Los Mammones, que condujo Jey Mammón, y en Santo sábado en reemplazo de su conductor Guillermo "Pelado" López. Ese mismo año actúa en la serie Maradona, sueño bendito de Amazon Prime Video, sobre la vida de Diego Maradona. Allí interpreta a Yayo Trotta, uno de los descubridores de Maradona en la época en que jugaba en Cebollitas. Además condujo Un Dia Perfecto en Metro.
Desde 2022 conduce Decímetro junto a Laurita Fernández en Metro 95.1
En 2022, participa en el programa periodístico y de actualidad: Momento D, conducido por Fabián Doman (El Trece).
Desde 2023 forma parte de la mesa de Polémica en el bar